# Kim Hak-sun
Kim Hak-sun (ur. 20 października 1924 w Jilin, zm. 16 grudnia 1997) – ofiara niewolnictwa seksualnego, aktywistka praw kobiet, pierwsza „kobieta pocieszycielka” pochodząca z Korei, która publicznie opowiedziała o swoich przeżyciach w japońskiej niewoli.

## Życiorys

### Młodość
Urodziła się 20 października 1924 roku w Jilin. Jej rodzice wyemigrowali z Korei do północno-wschodnich Chin po brutalnym stłumieniu antyjapońskich protestów w 1919 roku.
Ojciec zmarł niedługo po jej narodzinach. Po jego śmierci matka zabrała ją do Korei. Zamieszkali w Pjongjangu, gdzie matka ponownie wyszła za mąż. Stosunki Kim z matką i ojczymem układały się źle. Kilkukrotnie uciekała z domu. Ostatecznie w wieku 14 lat rozpoczęła naukę w kwŏnbŏn – szkole dla przyszłych kisaeng. Była tam uczona śpiewu, gry na instrumentach, kaligrafii i etykiety. Podobnie jak wiele innych uczennic została zaadoptowana przez właściciela kwŏnbŏn, dzięki czemu była zwolniona z opłacania czesnego.

### „Kobieta do towarzystwa”
Naukę w kwŏnbŏn ukończyła w wieku 17 lat. Jako że kisaeng mogły rozpoczynać pracę dopiero w wieku 19 lat, jej przybrany ojciec (właściciel kwŏnbŏn) zabrał ją i drugą dziewczynę do Pekinu, jakoby w nadziei na znalezienie tam dla nich pracy.
Okoliczności, w których trafiła do wojskowego domu publicznego, pozostają niejasne, gdyż ona sama podawała na ten temat sprzeczne informacje. W relacji, którą złożyła w 1991 roku, twierdziła, że przybrany ojciec zabrał ją i jej towarzyszkę do chińskiej wioski Tiebizhen i tam pozostawił własnemu losowi. W wydanych w 1993 roku wspomnieniach utrzymywała natomiast, że po przybyciu do Pekinu japońscy żołnierze zatrzymali opiekuna pod zarzutem szpiegostwa, a obie dziewczyny zabrali siłą do domu publicznego. Koreańska aktywistka Yun Chŏng-ok, która jako pierwsza miała okazję wysłuchać relacji Kim Hak-sun, twierdziła jednak, że pierwotnie podawała ona, że przybrany ojciec świadomie dostarczył ją i jej koleżankę do „ośrodka pocieszenia”, w którym w dodatku przez pewien czas pełnił funkcję menadżera.
Na początku trafiła do opuszczonego domu nieopodal japońskich koszar, w którym przebywało już pięć innych koreańskich ianfu. Tam została po raz pierwszy zgwałcona przez japońskiego oficera. Wojskowy dom publiczny, w którym była więziona nie miał jednak stałej lokalizacji. Kim i pozostałe „pocieszycielki” były zmuszone podążać w ślad za oddziałem, do którego były przydzielone. Nadano jej japońskie imię Aiko.
W niektóre dni była gwałcona przez 10–15 żołnierzy. Musiała ich przyjmować nawet wtedy, gdy przechodziła menstruację. Próby oporu były karane biciem. Kim i pozostałe kobiety były także zmuszane do oglądania egzekucji przez ścięcie mieczem, których ofiarą padali rzekomi chińscy „szpiedzy” (prawdopodobnie celem było ich zastraszenie). Nie tylko były zmuszane do stosunków seksualnych, lecz również musiały przygotowywać żołnierzom posiłki, prać ich odzież, a niekiedy zabawiać ich tańcem i śpiewem. Kim nie otrzymywała wynagrodzenia, lecz jedynie odzież i skąpe racje żywnościowe. Zaraziła się gruźlicą, lecz nie otrzymała żadnej pomocy medycznej.
Spędziła w domu publicznym około cztery miesiące. W pewnym momencie odwiedził ją nowy klient – około 40-letni Koreańczyk, który jako handlarz złotymi i srebrnymi monetami miał wstęp na teren japońskiego garnizonu. Zdołała go przekonać, by pomógł jej w ucieczce. W dniu, w którym większość żołnierzy była nieobecna, mężczyzna potajemnie wydostał ją z bazy, a następnie ukrył w lombardzie, który prowadził na terenie koncesji francuskiej w Szanghaju.
Poślubiła swojego wybawcę i urodziła mu dwoje dzieci. Ich pożycie układało się jednak źle. Mąż często się upijał, po czym wulgarnie wypominał Kim jej przeszłość „wojskowej prostytutki” – nawet w obecności ich syna.

### Losy powojenne
W 1946 roku wraz z mężem i dziećmi przeniosła się do Korei Południowej. Jako że pochodziła z Korei Północnej, została przejściowo internowana. Jej mąż znalazł pracę jako dostawca dla armii. Wkrótce dotknęła ją jednak seria osobistych tragedii. W czasie wojny koreańskiej jej córka zmarła na cholerę. Niedługo później mąż zginął w katastrofie budowlanej. Straciła także syna, który utonął w wieku 10 lat.
Nie wyszła ponownie za mąż. Imała się dorywczych prac w różnych częściach kraju, później osiadła w Seulu, gdzie pracowała jako pomoc domowa. Pod koniec lat 80. mieszkała w jednej z najuboższych dzielnic stolicy, utrzymując się z zasiłków socjalnych i dorywczych prac (np. przy uprzątaniu parków).

### Aktywizm
W 1990 roku utworzono koalicję koreańskich organizacji kobiecych, znaną na Zachodzie jako Koreańska Rada ds. Kobiet zwerbowanych przez Japonię jako wojskowe niewolnice seksualne. Wystąpiła ona do rządu Japonii z sześcioma żądaniami, oczekując: oficjalnego przyznania przez Japonię, iż koreańskie kobiety były zmuszane do prostytucji przez japońskie siły zbrojne, wystosowania publicznych przeprosin, ujawnienia wszystkich faktów dotyczących „kobiet do towarzystwa”, budowy pomnika ku czci ofiar, wypłaty odszkodowań dla ocalałych lub ich rodzin, uwzględnienia problemu „kobiet do towarzystwa” w programach nauczania historii w japońskich szkołach. W kwietniu 1991 roku ambasada Japonii w Seulu odrzuciła wszystkie te żądania, utrzymując w swej odpowiedzi, iż nie ma jakichkolwiek dowodów, iż koreańskie kobiety były werbowane pod przymusem do pracy w wojskowych domach publicznych.
Dowiedziawszy się o japońskich zaprzeczeniach, Kim postanowiła przerwać milczenie. Wpływ na jej decyzję miał także fakt, że była osobą samotną, stąd w przeciwieństwie do wielu innych ocalałych w mniejszym stopniu musiała obawiać się reakcji otoczenia. 14 sierpnia 1991 roku jako pierwsza koreańska ocalała odpowiedziała publicznie o cierpieniach, których doznała będąc japońską niewolnicą seksualną.
Jej przykład zachęcił następne ofiary z Korei i innych państw do publicznego zabrania głosu (choć nie nastąpiło to od razu). Ona sama angażowała się odtąd w rozmaite akcje na rzecz ofiar przymusowej prostytucji. 6 grudnia 1991 roku wraz z dwiema innymi koreańskimi ocalałymi (obie zdecydowały się pozostać anonimowe) wniosła przed sądem w Tokio pozew przeciwko rządowi Japonii, domagając się wypłaty odszkodowań dla łącznie 35 ofiar i członków ich rodzin w wysokości 20 mln jenów na osobę.
Rok później wraz z innymi ocalałymi zainicjowała akcję protestacyjną, polegającą na urządzaniu w każdą środę demonstracji pod ambasadą Japonii w Seulu. Uczestniczyła w konferencjach i spotkaniach. W swych wystąpieniach konsekwentnie podkreślała, że nie zależy jej na pieniądzach, lecz na przyznaniu prawdy przez rząd Japonii.
W 1992 roku Sojusz Południowokoreańskich Organizacji Kobiecych przyznał jej tytuł „kobiety roku”
Zmarła 16 grudnia 1997 roku na skutek choroby płuc.
Amerykańska historyk Alexis Dudden określiła Kim mianem „jednej z najodważniejszych osób w XX wieku”. 14 sierpnia, dzień w którym po raz pierwszy opowiedziała o swoich przeżyciach, jest od 2018 roku obchodzony w Korei Południowej jako dzień pamięci o „kobietach do towarzystwa”.